# Ломоносов (марсіанський кратер)
Ломоносов (рос. Ломоносов; англ. Lomonosov) — кратер на Марсі, що через свої розміри й близькість до краю квадранглів перебуває на межі відразу двох таких: у Mare Boreum і в Ацидалійськім морі. Діаметр ≈ 150 км. Розташований у Великій Північній рівнині на 64,9° північної широти й 9,2° західної довготи. Його було названо 1973 року на честь М. В. Ломоносова. Уплив, що його створював кратер, було визначено як можливе джерело цунамі, що омивало берега стародавнього океану, який раніше існував у басейні Великої Північної рівнини.

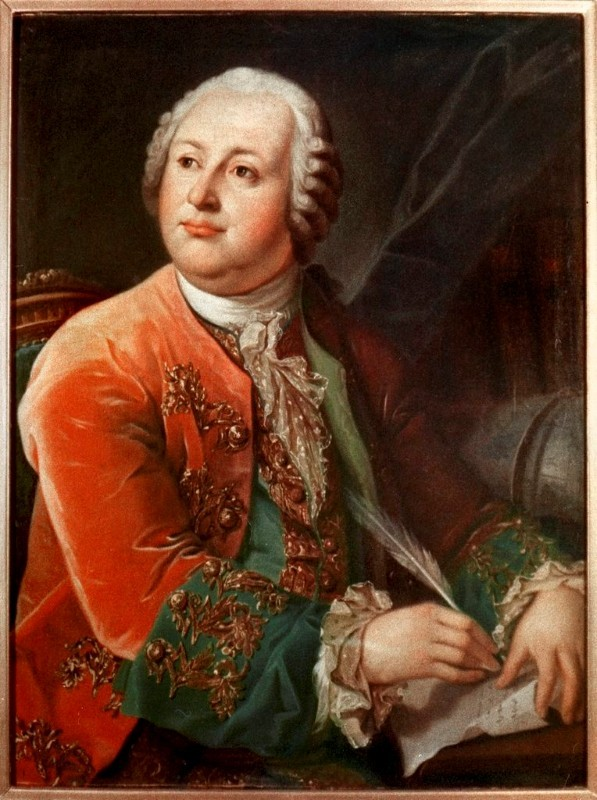
Ломоносов Михайло Васильович – російський учений-натураліст, геохімік, поет, перший російський академічно освічений науковець.
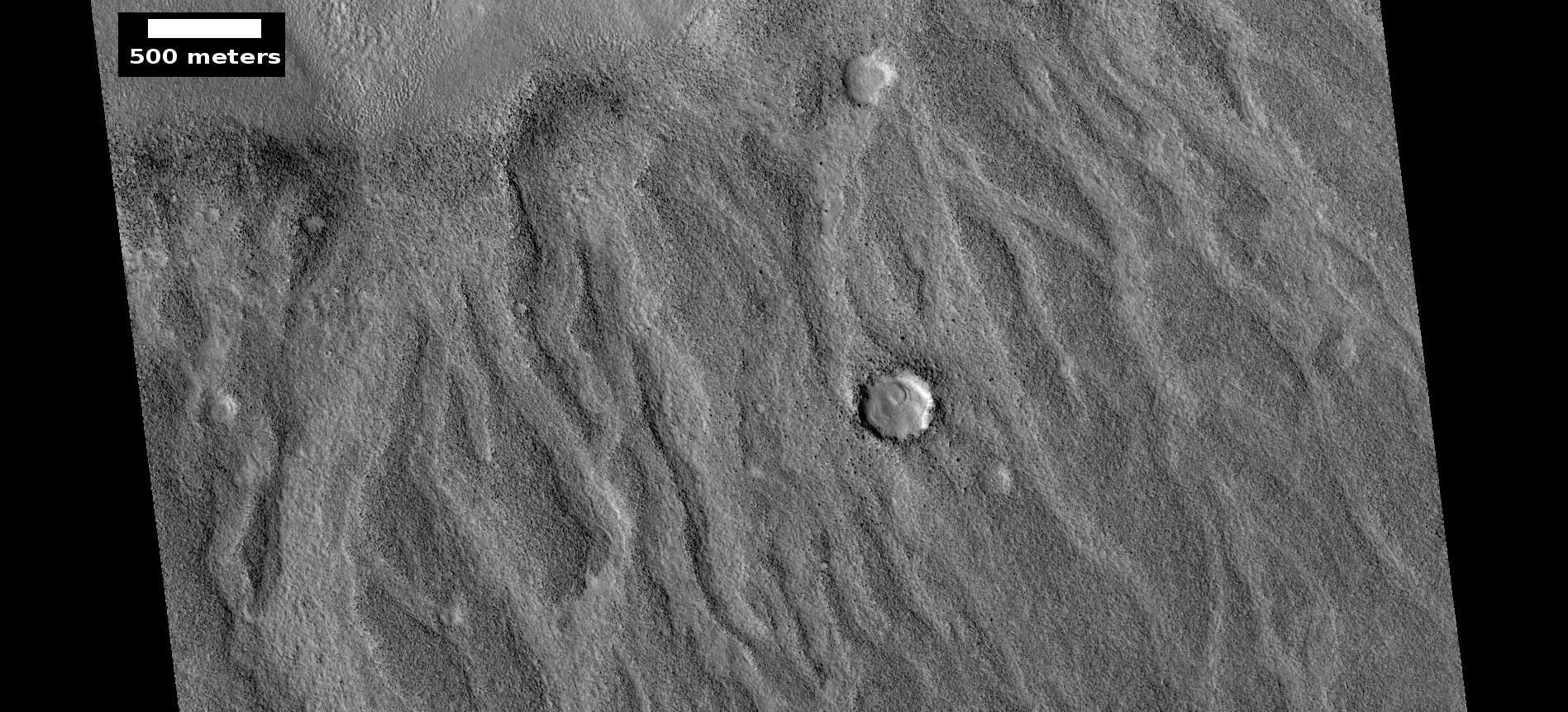
Канали, як видно зі знімку HiRISE, що їх могли утворити цунамі.
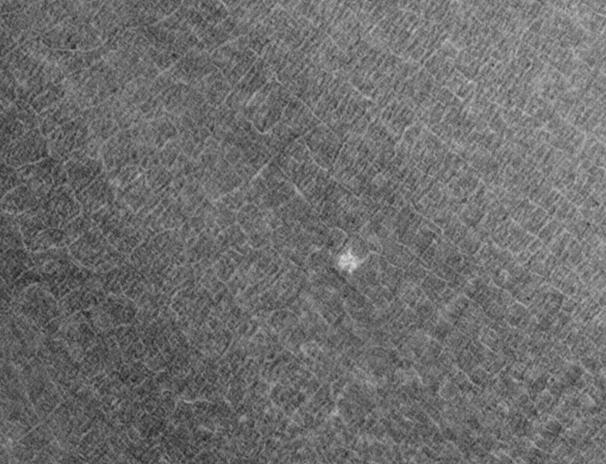
Поверхня кратера Ломоносова.
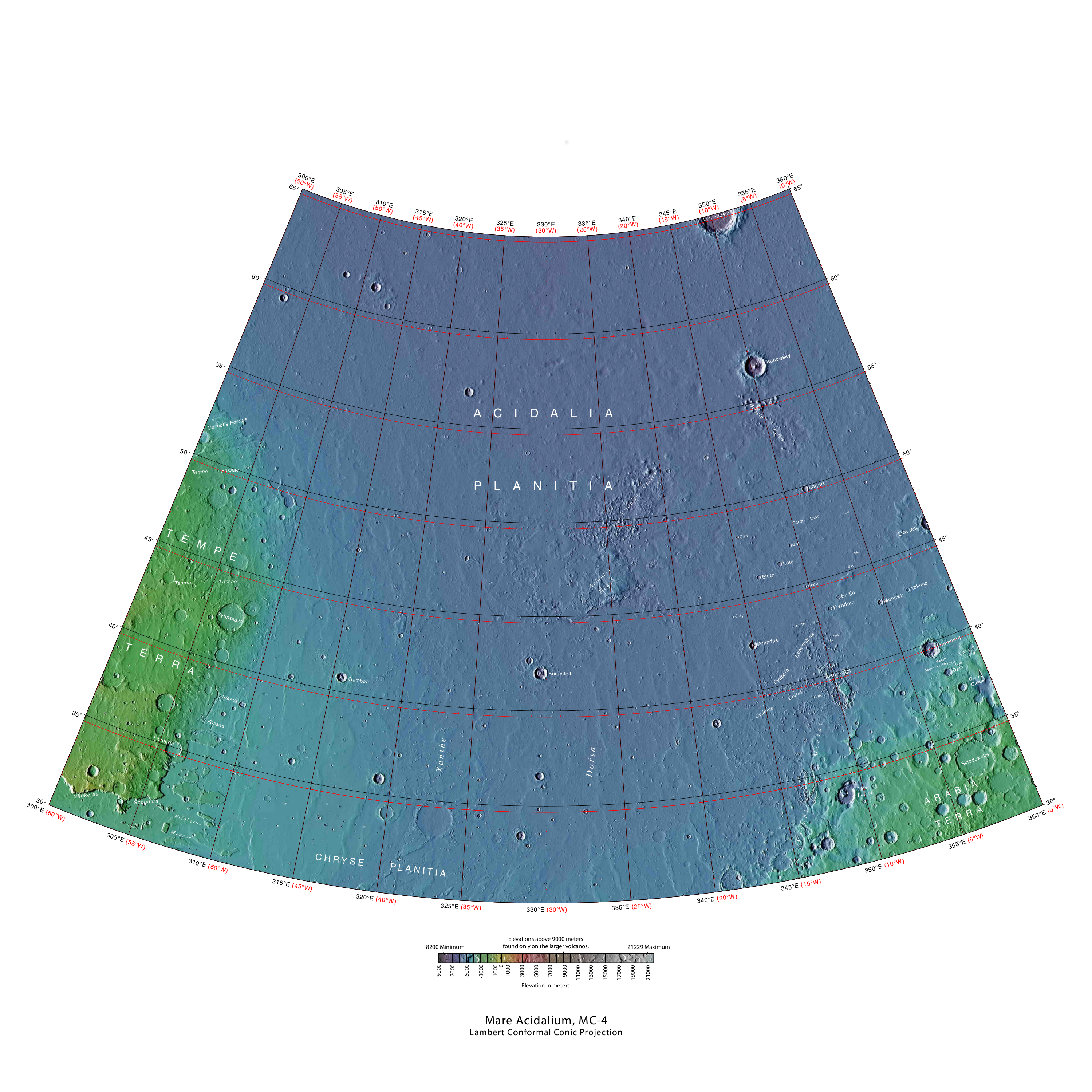
Квадрангл Ацидалійське море.
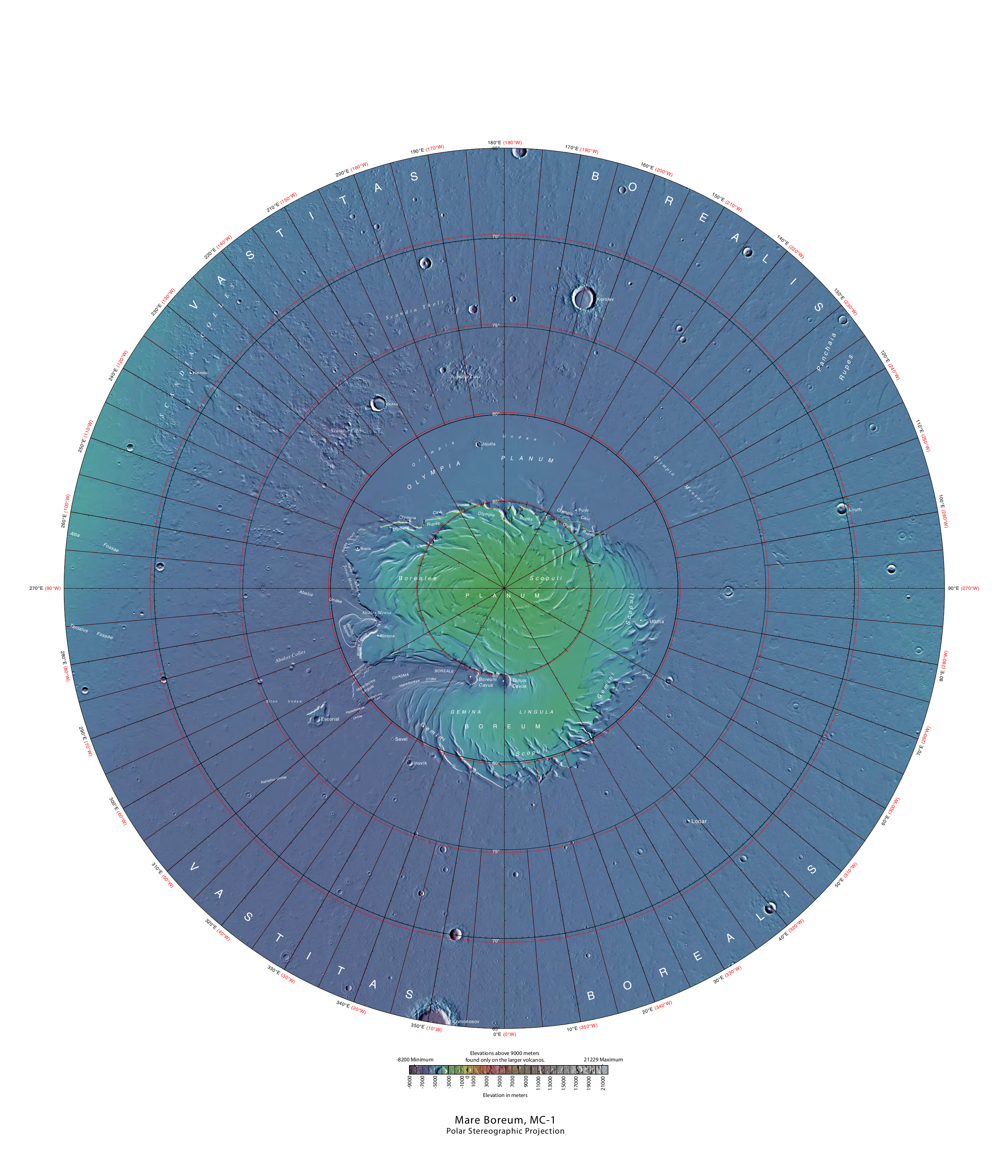
Квадрангл Mare Boreum.
Велика Північна рівнина